# Neolimnomyia inaequalis
Neolimnomyia inaequalis är en tvåvingeart som först beskrevs av Alexander 1925.  Neolimnomyia inaequalis ingår i släktet Neolimnomyia och familjen småharkrankar.
Artens utbredningsområde är Taiwan. Inga underarter finns listade i Catalogue of Life.